# Alció de Guadalcanal
L'alció de Guadalcanal (Actenoides bougainvillei excelsus) és una espècie d'ocell de la família dels alcedínids (Alcedinidae) que habita manglars i boscos de l'illa de Guadalcanal, a les illes Salomó. La població de l'illa de Bougainville era considerada coespecífica però ara són considerades espècies diferents (Actenoides bougainvillei).